# 587
El 587 (DLXXXVII) fou un any comú començat en dimecres del calendari julià.

## Esdeveniments
- El rei visigot Recared es converteix al catolicisme.[1]